# رافاييل فيراري
رافاييل فيراري  (و. 1732 – 1801 م) هو سياسي من جمهورية جنوة، ولد في جنوة، توفي في جنوة، عن عمر يناهز 69 عاماً.

## مناصب
تولى منصب دوق جنوة ‏ (4 يوليو 1787–4 يوليو 1789).
| المناصب السياسية            | المناصب السياسية                           | المناصب السياسية               |
| --------------------------- | ------------------------------------------ | ------------------------------ |
| سبقه Gian Carlo Pallavicino | دوق جنوة (180) 4 يوليو 1787 - 4 يوليو 1789 | تبعه Alerame Maria Pallavicini |